# Hamelia xerocarpa
Hamelia xerocarpa là một loài thực vật có hoa trong họ Thiến thảo. Loài này được Kuntze mô tả khoa học đầu tiên năm 1891.